# بارنوم (آیووا)
بارنوم (به انگلیسی: Barnum) شهری در ایالت آیووا کشور ایالات متحده آمریکا است که جمعیت آن در سرشماری سال ۲۰۱۰ میلادی، ۱۹۱ نفر بوده‌است.